# Monhystera macquariensis
Monhystera macquariensis är en rundmaskart som beskrevs av Allgen 1929. Monhystera macquariensis ingår i släktet Monhystera och familjen Monhysteridae. Inga underarter finns listade i Catalogue of Life.